# Will Wolford
William Charles Wolford (Louisville, 18 maggio 1964) è un ex giocatore di football americano statunitense che ha militato nel ruolo di offensive tackle nella National Football League (NFL).

## Carriera
Wolford al college giocò a football alla Vanderbilt University. Fu scelto dai Buffalo Bills come 20º assoluto nel Draft NFL 1986. Vi giocò fino al 1992, disputando tre Super Bowl consecutivi all'inizio degli anni novanta, perdendoli tutti, e venendo convocato per due Pro Bowl. Nel 1993 firmò come free agent con gli Indianapolis Colts con cui nel 1995 fu convocato per il terzo e ultimo Pro Bowl. Chiuse la carriera dal 1996 al 1998 con i Pittsburgh Steelers.

## Palmarès

### Franchigia
- American Football Conference Championship: 3

Buffalo Bills: 1990, 1991, 1992

### Individuale
- Convocazioni al Pro Bowl: 3

1990, 1992, 1995
- Second-team All-Pro: 1

1992
- PFWA All-Rookie Team - 1986

## Famiglia
Il nipote di Wolford, John, gioca nella NFL come quarterback per i Los Angeles Rams.